# Chasse-cœurs en Atlantide
 (mai 2023).
Si vous disposez d'ouvrages ou d'articles de référence ou si vous connaissez des sites web de qualité traitant du thème abordé ici, merci de compléter l'article en donnant les références utiles à sa vérifiabilité et en les liant à la section « Notes et références ».
Chasse-cœurs en Atlantide (titre original : Hearts in Atlantis) est un roman court de Stephen King paru dans le recueil Cœurs perdus en Atlantide en 1999.

## Résumé
+  = INFORMATION
En 1966, à l'université du Maine, Pete et ses compagnons de dortoir, dont son meilleur ami Skip, n'ont plus qu'une obsession en tête : les cartes. Passant leur temps en d'interminables parties de chasse-cœurs, ils négligent leurs études, au risque de se faire renvoyer de l'université et d'être ainsi rattrapés par la conscription. Pete découvre également l'amour avec Carol Gerber, qui s'est quant à elle lancée dans l'activisme contre la guerre du Viêt Nam. Carol quitte finalement l'université pour venir en aide à sa mère alcoolique, laissant à Pete un dernier message lui enjoignant de laisser tomber les cartes avant qu'il ne soit trop tard. Mais même cela ne peut le guérir de son addiction, et de son désir de battre Ronnie Malenfant, le meilleur joueur du dortoir, et il faut un incident fortuit impliquant Stokely Jones, un étudiant ayant introduit le premier symbole de la paix sur le campus, pour le convaincre d'arrêter. Stokely est accusé, à juste titre, d'être l'auteur d'un graffiti contre le président Lyndon Johnson mais est innocenté grâce au témoignage de Pete et des autres joueurs de cartes.
Pete et Skip reprennent leurs études et réussissent leurs examens de justesse, se lançant plus tard à leur tour dans l'activisme contre la guerre, alors que Ronnie Malenfant échoue et part au Viêt Nam. Plus de trente ans plus tard, Pete retrouve Skip et tous deux évoquent leurs souvenirs de l'Amérique des années 1960, un continent ayant désormais sombré sous les flots. Pete se souvient également de Carol, les dernières nouvelles qu'il a eu d'elle impliquant la jeune fille dans un attentat terroriste, qui a coûté la vie à une personne, au début des années 1970.